# Frontera entre Malí y Níger
La frontera entre Malí y Níger es la línea fronteriza de trazado norte-sur que separa Malí y Níger. La línea pasa a través del valle de Azawad y se extiende entre dos límites triples:
- en el oeste Níger-Malí-Burkina Faso.
- en el este Níger-Malí-Argelia

Separa las regiones orientales de Gao y Kidal de Malí de las regiones occidentales de Agadez, Tahoua y Tillabéri de Níger. Ambas naciones del África Occidental fueron colonias francesa desde el siglo XIX y obtuvieron su independencia en 1960, cuando la frontera se hizo oficial. 